# Tremellomycetes
Tremellomycetes er en klasse i Basidiesvampe rækken.